# Oral Fixation Vol. 2
«Oral Fixation Vol. 2»  — сьомий альбом колумбійської співачки Шакіри, виданий у 28 листопада 2005 року лейблом Epic Records.
За останні два роки вона записала стільки пісень, що їх вирішили видати двома платівками: у червні вийшла іспаномовна «Fijación Oral Vol. 1», англомовна «Oral Fixation Vol. 2» з'явилася наприкінці 2005 року. У вересні 2005 року виходить сингл «Don't Bother», в якому Шакіра є композитором і автором тексту. У лютому наступного року виходить хіт спільно з Вайклеф Жаном «Hips Don't Lie». На церемонії нагородження MTV Video Music Awards Шакіра виступає в індійському стилі. Наступний сингл став «Illegal». 14 червня 2006 Шакіра вирушила у світове турне «Oral Fixation Tour», протягом якого співачка дала 116 концертів.

## Список композицій
| #   | Назва                                     | Автор                                                         | {{{extra_column}}} | Тривалість |
| --- | ----------------------------------------- | ------------------------------------------------------------- | ------------------ | ---------- |
| 1.  | «How Do You Do»                           | Shakira, L. Christy, S. Spock, G. Edwards                     | Shakira            | 3:45       |
| 2.  | «Illegal» (з Carlos Santana)              | Shakira, Lester Mendez                                        | Shakira            | 3:53       |
| 3.  | «Hips Don't Lie» (з Wyclef Jean)          | Wyclef Jean, Shakira, Oscar Arfanno, LaTravia Parker          | Shakira            | 3:38       |
| 4.  | «Animal City»                             | Shakira, L. F. Ochoa                                          | Shakira            | 3:15       |
| 5.  | «Don't Bother»                            | Shakira, L. Christy, S. Spock, G. Edwards, H. Reid, L. Hailey | Shakira            | 4:17       |
| 6.  | «The Day and the Time» (з Gustavo Cerati) | Shakira, Pedro Aznar, L. F. Ochoa, Gustavo Cerati             | Shakira            | 4:22       |
| 7.  | «Dreams for Plans»                        | Shakira, B. Buckley                                           | Shakira            | 4:02       |
| 8.  | «Hey You»                                 | Shakira, T. Mitchell                                          | Shakira            | 4:09       |
| 9.  | «Your Embrace»                            | Shakira, T. Mitchell                                          | Shakira            | 3:32       |
| 10. | «Costume Makes the Clown»                 | Shakira, B. Buckley                                           | Shakira            | 3:12       |
| 11. | «Something»                               | Shakira, L. F. Ochoa                                          | Shakira            | 4:21       |
| 12. | «Timor»                                   | Shakira                                                       | Shakira            | 3:32       |

## Сингли альбому
- «Don't Bother»(вересень 2005)
- «Hips Don't Lie» (лютий 2006)
- «Illegal» (14 листопада 2006)

## Нагороди альбому

### MTV Video Music Awards
- Найкраща хореографія — Hips Don't Lie

### People's Choice Awards
- Найкраща поп пісня — Hips Don't Lie

### BMI Awards
- Найкращий рингтон — «Hips Don't Lie»

### Latin Billboard Awards
- Найкращий латинський дует — Shakira and Wyclef Jean